# Station Kebasen
Kebasen is een spoorwegstation in de Indonesische provincie Midden-Java.